# Castelo de Besora

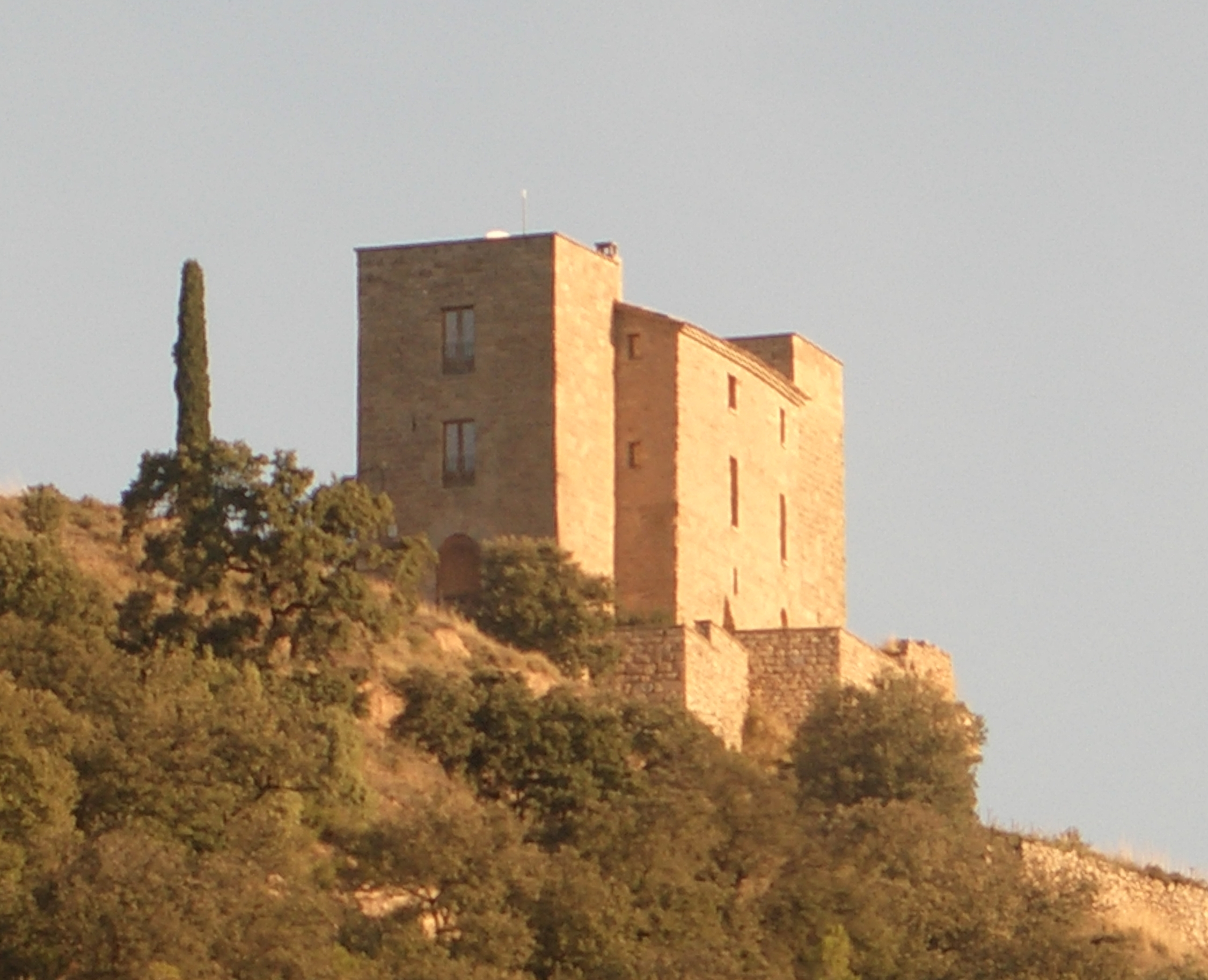
Castelo de Besora

O Castelo de Besora localiza-se no município de Navès, comarca de Solsonès, província de Lérida, na comunidade autónoma da Catalunha, Espanha.
Ergue-se em posição dominante no Vall de Lord, entre Navès e a serra de Busa.
No município de Santa Maria de Besora, da comarca de Osona, província de Barcelona existe um castelo homónimo.

## História
No contexto da Reconquista cristã da Península Ibérica, tinha como função vigiar a fronteira com os territórios muçulmanos. A primeira referência documental à sua existência data de 982.
Em fins do século século IX, Vifredo, "o Cabeludo", conde de Barcelona, fez erguer posições militares em Cardona, Osona, Berguedà e no Vall de Lord. A fronteira do condado encontrava-se então, possivelmente, ao norte da cidade de Solsona, sendo assinalada pelo Castelo de Besora.
O castelo era constituído por três corpos alargados, actualmente convertidos em uma vivenda de campo.